# Raimondo d'Annecchino
Raimondo d'Annecchino o Raimondo Anichino (Lanciano, ... – 1465 circa) è stato un nobile, condottiero e luogotenente italiano, signore di Altino, Bomba, Civitaluparella, Civitella Messer Raimondo, Gamberale, Montebello sul Sangro, Pennadomo e Roccascalegna.

## Biografia
Nato a Lanciano in data sconosciuta da Annecchino d'Annecchino, soldato abruzzese di origine tedesca, intraprese la carriera militare insieme al fratello Cola nella compagnia di ventura di Jacopo Caldora, rivestendo il ruolo di luogotenente. Morto questi nel 1439, passò sotto suo figlio Antonio Caldora, contrastando le avanzate degli Aragonesi di Alfonso V d'Aragona.
Dopo essere passato insieme a lui dalla parte di quest'ultimo, nel 1442 si recò a Fermo da Alessandro Sforza (schierato con gli Angioini) per trattare la liberazione di Raimondo Caldora, rimasto prigioniero dopo l'assedio di Ortona. L'anno seguente presiedette all'ingresso trionfante di Alfonso V a Napoli. Nel 1447 giunse a Pavia in soccorso del duca di Milano Filippo Maria Visconti che si trovava a fronteggiare i Veneziani. Due anni dopo, a Parma si scontrò invano con Alessandro Sforza.
Terminato il servizio presso gli Aragonesi, passò nel 1453 agli stipendi della Repubblica di Siena e fronteggiò i fiorentini. Nel 1460 partecipò sotto Jacopo Piccinino alla battaglia del Tordino ottendendo il comando di un'ala della cavalleria pesante. Attaccato duramente dal condottiero nemico Federico da Montefeltro, riuscì alla fine a prevalere.
Nel 1465 ritornò dalla parte degli Aragonesi sotto Ferrante d'Aragona (succeduto al padre Alfonso V) ed ottenne l'incarico di scortare da Milano a Napoli Ippolita Sforza in occasione delle nozze con suo figlio Alfonso II. Terminato l'incarico, Raimondo d'Annecchino morì intorno a tale anno.
Il suo stemma era costituito da uno scudo d'oro a tre teste di donne di carnagione, poste in profilo e attortigliate di rosso.